# 渡辺伊綱
渡辺 伊綱（わたなべ これつな）は、江戸時代中期から後期にかけての大名。和泉国伯太藩の第4代藩主。伯太藩渡辺家6代。

## 略歴
宝暦7年（1757年）、第3代藩主・渡辺信綱の次男として誕生した。兄に源蔵がいたが、早世したために嫡子となる。安永元年（1772年）、父の死去により跡を継いだ。
天明3年（1783年）4月18日、弟の豪綱に家督を譲って隠居した。同年7月9日に中務少輔に叙任。死去した時期には諸説あり、隠居した天明3年（1783年）、文政7年（1824年）10月2日、12月2日、文政8年（1825年）2月1日などがある。